# 奧克蘭儲蓄銀行
奧克蘭儲蓄銀行（英語：Auckland Savings Bank，ASB）是一個新西蘭銀行，是新西蘭四大銀行之一 ，總部位於奧克蘭，2005年成為澳洲聯邦銀行之附屬。

## 外部連結
- 奧克蘭儲蓄銀行 （页面存档备份，存于）